# Anna Leopoldovna
Anna Leopoldovna (А́нна Леопо́льдовна), född 7 december 1718, död 18 mars 1746 (död i barnsäng), även känd som Anna Karlovna (А́нна Ка́рловна), var Rysslands regent under ett år (1740–1741) som sin son tsar Ivan VI:s förmyndare under hans omyndighet. Hon var dotter till Katarina Ivanovna, (syster till kejsarinnan Anna I), och Karl Leopold, hertig av Mecklenburg-Schwerin.

## Biografi
Anna kom till Ryssland år 1722, då modern hade separerat från sin man och flyttat tillbaka till Ryssland. 1730 övervägdes modern som tronkandidat, men tronen gick i stället till Annas moster. År 1733 övergick Anna till den ortodoxa tron. Samma år dog modern, och hennes blivande make hämtades till Ryssland: de gifte sig 1739. Sonen utsågs till tronarvinge och ärvde tronen 1740, först med Biron som regent, men Anna lyckades snart störta honom och överta regeringen. 
Peter den stores dotter Elisabet, som var en favorit bland soldaterna, satte i december 1741 igång en revolt bland vaktstyrkan och tog över makten som kejsarinna. Segrarna lät den fängslande familjen flyttas till Dünamünde, nära Riga, för att slutligen placera dem i Khologory. Anna dog i barnsäng i fängelset.   
Hennes son Ivan VI blev senare mördad i Shlüsselburg den 16 juli 1764. Anna Leopoldovnas man Anton Ulrik av Braunschweig-Lüneburg dog den 19 mars 1776 i Kholmogory. Anna Leopoldovnas fyra barn blev frisläppta ur fängelset 1780 och flyttade sedan till Jylland i Danmark, där de sattes i en mer bekväm husarrest i Horsens under sin faster änkedrottningens översyn och på rysk pension till sin död.

## Familj
Anna Leopoldovna fick barnen: 
- Ivan (1740–1764)
- Catharina (1741–1807)
- Elisabeth (1743–1782)
- Peter (1745–1798)
- Alexei (1746–1787)